# Yasmin Asadie
Yasmin Asadie (* 17. Juni 1985 in Hamburg) ist eine deutsche Schauspielerin.

## Leben
Von 1994 bis 1996 erhielt sie Ballettunterricht an der Ballettschule des Hamburg Ballett. In der Literaturverfilmung Der Campus spielte sie die Tochter des Hauptdarstellers Heiner Lauterbach. Asadie nahm von 1998 bis 1999 Tanz- (Jazztanz, Hip-Hop), Gesangs- und Schauspielunterricht an der Stage School in Hamburg und übernahm ihre erste Hauptrolle in dem von RTL ausgestrahlten Drama Ein Teenager flippt aus, worin sie sich nach dem Tod ihrer Mutter in eine Scheinwelt flüchtet und schließlich Amok läuft.
In der Bella-Block-Folge Im Namen der Ehre geriet sie zwischen das Wertesystem ihrer konservativen muslimischen Familie und die Zuneigung eines Lehrers.
Im Mai 2011 erwarb sie ihr Diplom in Erziehungswissenschaft an der Universität Hamburg.

## Filmografie
- 1998: Der Campus
- 1999: Der Hurenstreik – Eine Liebe auf St. Pauli
- 1999: Nicht ohne meine Eltern
- 2000: Eine Handvoll Gras
- 2001: Hanna – Wo bist Du?
- 2001: Ein Teenager flippt aus
- 2002: Bella Block: Im Namen der Ehre
- 2003: Kommissarin Lucas – Die blaue Blume
- 2003: Tatort – Der Prügelknabe
- 2003: Tatort – Das Phantom
- 2004: SOKO Köln: Oliver W. – Tod eines Schülers
- 2004: Klassenfahrt – Geknutscht wird immer
- 2006: MARS (Kurzfilm)
- 2008: Die Gerichtsmedizinerin: Jenny
- 2010: Morgen ist auch noch ein Tag